# Indian Papoose
Indian Papoose was een  Amerikaanse vouwscooter die begin jaren vijftig op de markt kwam. 
Deze Indian Papoose had een 98 cc Spryt tweetaktmotor en een opvouwbaar frame.
In de jaren vijftig beleefden vouwscooters een korte bloeiperiode. Ze waren ontwikkeld voor parachutisten in de Tweede Wereldoorlog, maar konden natuurlijk ook in de kofferbak van een auto vervoerd worden. De Indian Papoose was aanvankelijk onder de naam "Welbike" ontwikkeld voor Britse paratroepen. Na de Tweede Wereldoorlog kocht het Amerikaanse warenhuis Gimbels grote aantal achtergebleven Welbikes op, liet ze overspuiten en ging ze verhandelen. In 1947 ging het Britse bedrijf Brockhouse Engineering Welbikes in burgeruitvoering produceren. Ze werden op de markt gebracht onder de naam "Corgi". De Corgi MkI werd echter niet in Engeland op de markt gebracht, maar in de Verenigde Staten. Brockhouse was inmiddels eigenaar van het merk Indian, vandaar de naam "Indian Papoose". Waarschijnlijk werden ze via een concurrerende warenhuisketen, Sears verkocht. Sears had al vaker diverse motorfietsmerken onder de naam Sears verkocht. Toen Indian in 1954 failliet ging, verdween ook de Indian Papoose van het toneel, maar de Corgi MkII werd in het Verenigd Koninkrijk nog wel verkocht.